# Nanostray
Nanostray è un videogioco sparatutto per il Nintendo DS. Simile a molti giochi di questo genere, l'utente prende il controllo di un veicolo spaziale futuristico contro un numero infinito di nemici. Un sequel del gioco è stato messo in commercio nel 2008, dal titolo Nanostray 2.